# أحمد ماجد
أحمد ماجد ممثل مصري من قنا
، شارك في عدد من المسلسلات والعروض المسرحية والأعمال الدرامية.

## أعماله
1. فهد البطل 2025
2. قهوة المحطة 2025
3. نعمة الأفوكاتو 2024
4. خارج السيطرة 2021
5. مسلسل لؤلؤ 2021
6. مسلسل البرنس 2020
7. مسلسل سلطانه المعز 2020
8. مسلسل ولد الغلابة 2019
9. مسلسل السهام المارقة 2018
10. مسلسل الشارع اللي ورانا 2018
11. مسلسل الشريط الأحمر 2018
12. مسلسل عفاريت عصمت 2018
13. مسلسل ارض الجو 2017
14. مسلسل الجماعة ج2 2017
15. مسلسل الحصان الأسود 2017
16. مسلسل الأسطورة 2016
17. فيلم علي معزة وإبراهيم 2016
18. مسلسل نوايا بريئة 2016
19. مسلسل مولانا العاشق 2015
20. مسلسل صديق العمر 2014